# حصاة أنفية
الحصاة الأنفية (بالإنجليزية: Rhinolith)‏ هي حصاة قد تتواجد في تجويف الأنف، وهي ظاهرة طبية غير مألوفة، وينبغي عدم الخلط بينها وبين مخاط الأنف الجاف. عادة ما تتكون الحصاة الأنفية حول نواة صغيرة من جسم غريب دخل إلى الأنف، أو قطعة دم متجلط أو إفراز داخل الأنف، فتتكون الحصاة عن طريق الترسب البطيء لأملاح الكالسيوم والمغنيسيوم حول هذه النواة الابتدائية، فتنمو على مدى فترة من الزمن وتصبح كبيرة غير منتظمة حتى تملأ تجويف الأنف.

## الاسم اللاتيني
الاسم اللاتيني "(بالإنجليزية: Rhinolith)‏" مشتق من جذر "rhino" بمعنى «وحيد القرن» و "lith" بمعنى «حجر»، وهذا يعني حرفيا «حجر الأنف».

## السمات السريرية
الحصاة الأنفية هي انسداد في الأنف من جانب واحد، وهي عادة كريهة الرائحة، ويكون تفريغ الأنف ملطخا بالدماء. قد يحدث رعاف وألم بسبب تقرح الغشاء المخاطي حولها.

## التشخيص
يمكن تشخيصها من معرفة تاريخ وجود إفرازات ملطخة بالدم ذات رائحة كريهة أحادية من أحد جهتي الأنف أو عن طريق تنظير الأنف الأمامي.
تظهر الحصاة الأنفية في كلا من الأشعة المقطعية والتصوير بالرنين المغناطيسي مثل جسم معتم للأشعة وغير منتظم.

## مضاعفات
يمكن للحصاة الأنفية أن تسبب نخر انضغاطي (بالإنجليزية: pressure necrosis)‏ في الحاجز الأنفي أو جدار الأنف الجانبي (الوحشي).
يمكن أن تسبب أيضا احتقان الأنف، رعاف، صداع، التهاب الجيوب الأنفية ودماع.

## إدارة المرض
يتم إزالتها تحت التخدير العام. يمكن إزالة معظمها من خلال فتحتي الأنف (المنخران). الحصوات الكبيرة يجب أن تُكسَر إلى قطع صغيرة قبل إزالتها. القليل منها صلب وغير منتظم وقد يتطلب بضع جانبي للأنف.

## إزالتها
يمكن إزالة الحصاة الأنفية الصغيرة عن طريق «مخطاف الجسم الغريب» (بالإنجليزية: Foreign Body Hook)‏.
يمكن إزالة الحصاة الأنفية الكبيرة إما بواسطة «ملقط لوك» (بالإنجليزية: luc's forceps)‏ أو «بطريقة مور للبضع الجانبي للأنف» (بالإنجليزية: Moore's lateral rhinotomy)‏.
|  |  |